# Мирза Мохсун-хан Тебризи
Мирза Мохсун-хан Тебризи (перс. میرزا محسن‌خان تبریزی‎ ;1820—1900) — министр иностранных дел Персии. Также известный как Мазахир.

## Биография
Мирза Мохсун-хан родился в 1820 году  в городе Тебризе в семье Шейх Казим Тебризи. получил прекрасное образование, знал арабский, персидский, французский, итальянский и английский языки. Он после учёбы в Тегеране работал в министерства иностранных дел. Состоял секретарем при персидском посольстве в Лондоне и Париже. Служил на различных постах.
В 1866 году Мирза Мохсун-хан был послом Ирана во Франции. В 1867 году поверенный в делах в Лондоне.
С 1872 год по 1890 год был послом Персии в Османской империи.
В 1892 году был назначен на пост министра юстиции Персии.
В 1896 году министр иностранных дел Персии.
В 1900 году Мирза Мохсун-хан Тебризи скончался.